# Maiolica di Castelli

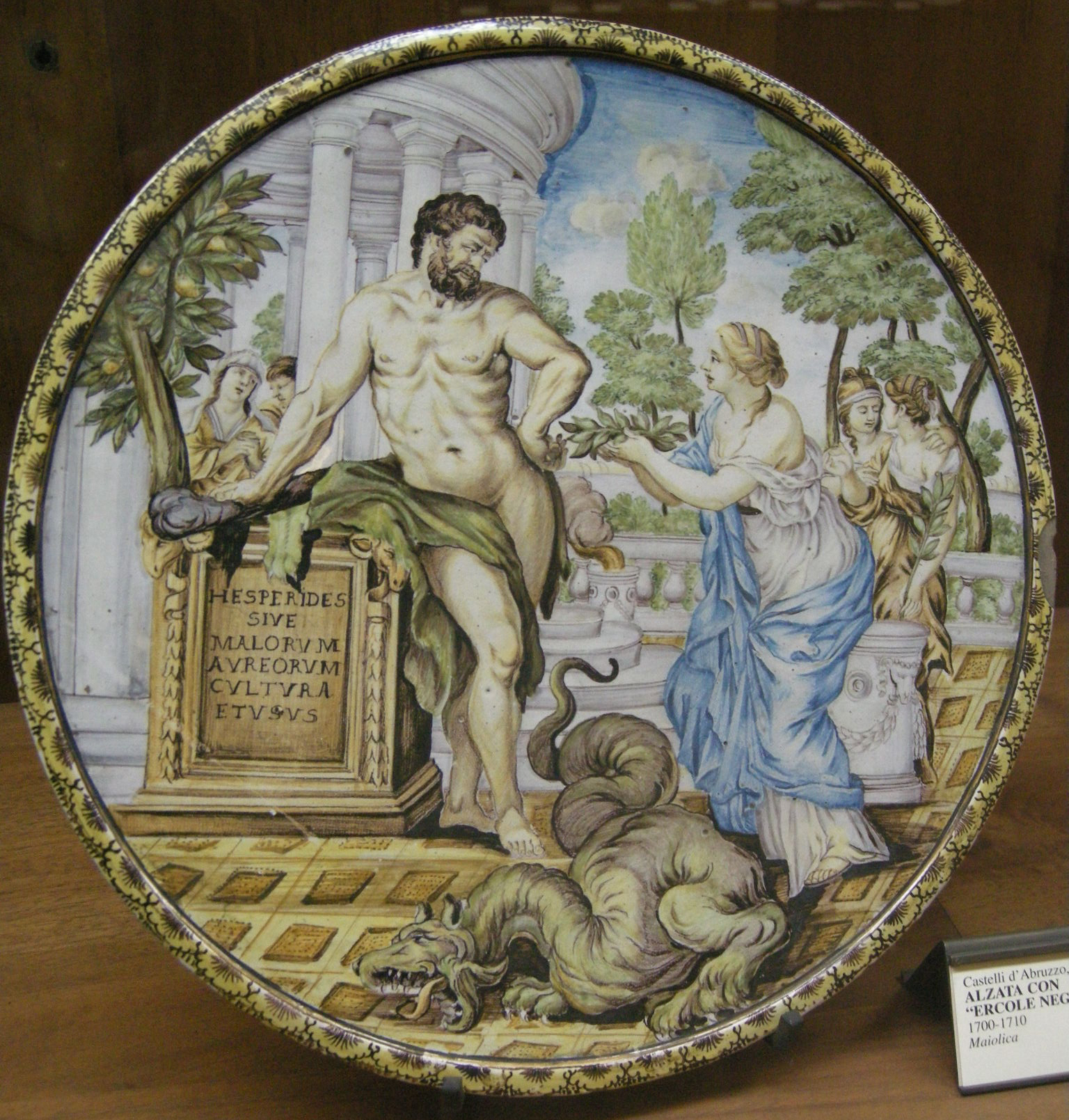
Maiolica di Castelli, Carmine Gentili, alzata con Ercole nell'orto delle Esperidi, 1700-1710, Milano, Castello Sforzesco.

L'arte ceramica di Castelli, in Abruzzo, ha origini antichissime, ma è divenuta celebre nel Cinquecento.
Furono la buona fattura delle maioliche, le decorazioni vivaci, ma anche l'economicità dei prodotti, dovuta a innovativi sistemi produttivi, che fecero di Castelli uno dei centri più apprezzati per quest'arte, soprattutto nel Seicento.

## Storia
Sebbene Castelli sia un piccolo centro della provincia di Teramo, il suo ruolo nella storia della maiolica italiana è di primissimo piano, specialmente nel periodo che va dal XVI al XVIII secolo.

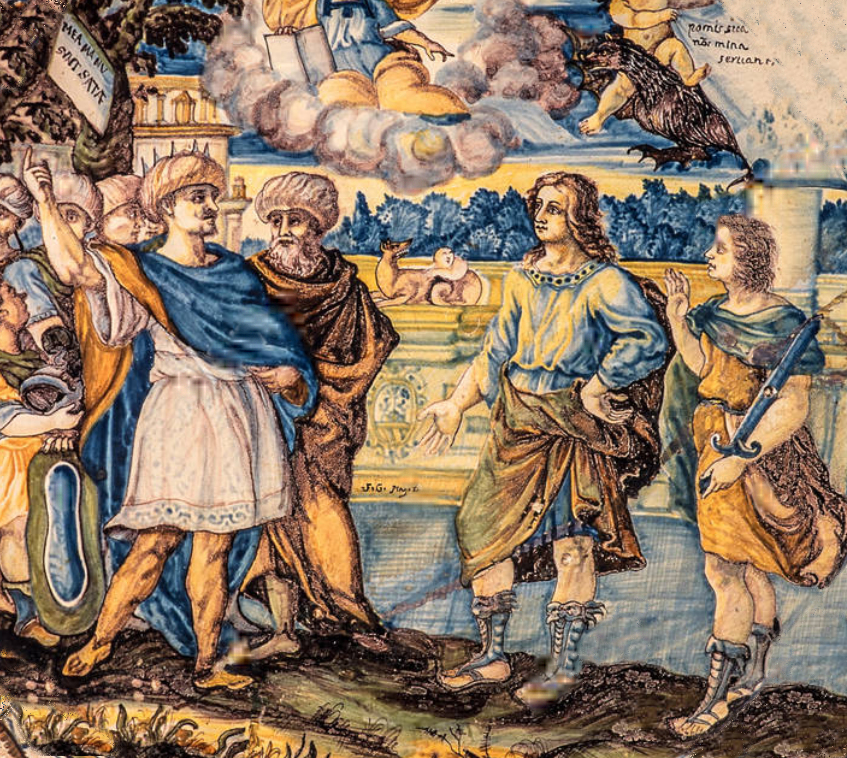
Ciro il Giovane incontra Lisandro, opera di Francesco Grue, Collezione Acerbo dei Musei civici di Loreto Aprutino

La chiesa cinquecentesca di San Donato a Castelli costituisce, assieme al coevo vasellame farmaceutico denominato Orsini-Colonna, il punto di partenza ideale di una produzione successiva che godette di grandissima fama, in Italia e all'estero; tanto che una delle raccolte più importanti di ceramiche di Castelli è oggi conservata al museo dell'Ermitage, a San Pietroburgo.

### Famiglie di ceramisti a Castelli
Vari gruppi familiari produssero ceramiche di Castelli, a partire dal Cinquecento fino all'inizio dell'Ottocento:
- Famiglia De Dominicis:
  - Michele De Dominicis.
- Famiglia Fuina :
  - Gesualdo Fuina (1755-1822).
- Famiglia Gentili (conosciuta anche come Gentile ):
  - Bernardino Gentili il Vecchio (1635-1683), Giacomo Gentili il Vecchio (1668-1713), Carmine Gentili (1678-1763), Giacomo Gentili il Giovane (morto nel 1765), Bernardino Gentili il Giovane (1727-1813).
- Famiglia Grue :
  - Francesco Grue (1618-1673), Carlo Antonio Grue (1655-1723), Aurelio Anselmo Grue (1699-post 1759), Francesco Antonio Saverio Grue (1686-1746), Anastasio Grue (1691-1742), Liborio Grue (1702-1776), Francesco Saverio Grue (1731-1800 circa). A un altro ramo della famiglia apparteneva Giovanni Grue (1698-1752).
- Famiglia Paolini :
  - Simone Paolini
- Famiglia Pompei :
  - Orazio Pompei [1516 circa–1590/96).

## La Bottega Grue

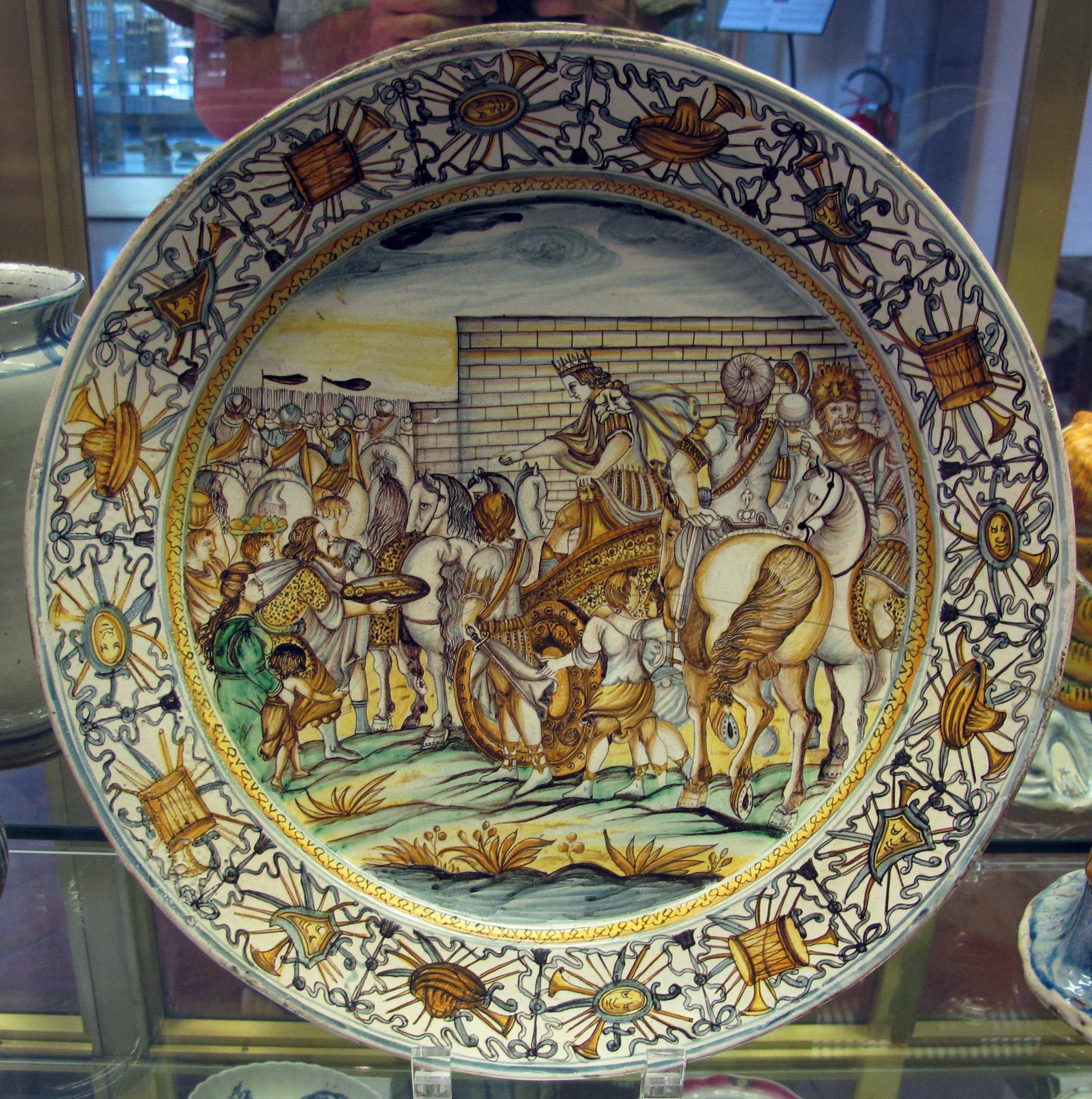
Vaso ritraente Alessandro Magno in India di Francesco Grue (1650)

La famiglia Grue fu quella che si distinse maggiormente tra le botteghe, diventando maestra e modello da seguire, con Carlo Antonio Grue che ne fu il più valido rappresentante, assieme a suo figlio Aurelio Anselmo. Nelle decorazioni erano utilizzati inizialmente solo cinque colori, con tutte le varie sfumature, con l'assenza del rosso, che venne introdotto alla fine del Settecento da Gesualdo Fuina di Loreto Aprutino.

### I capostipiti

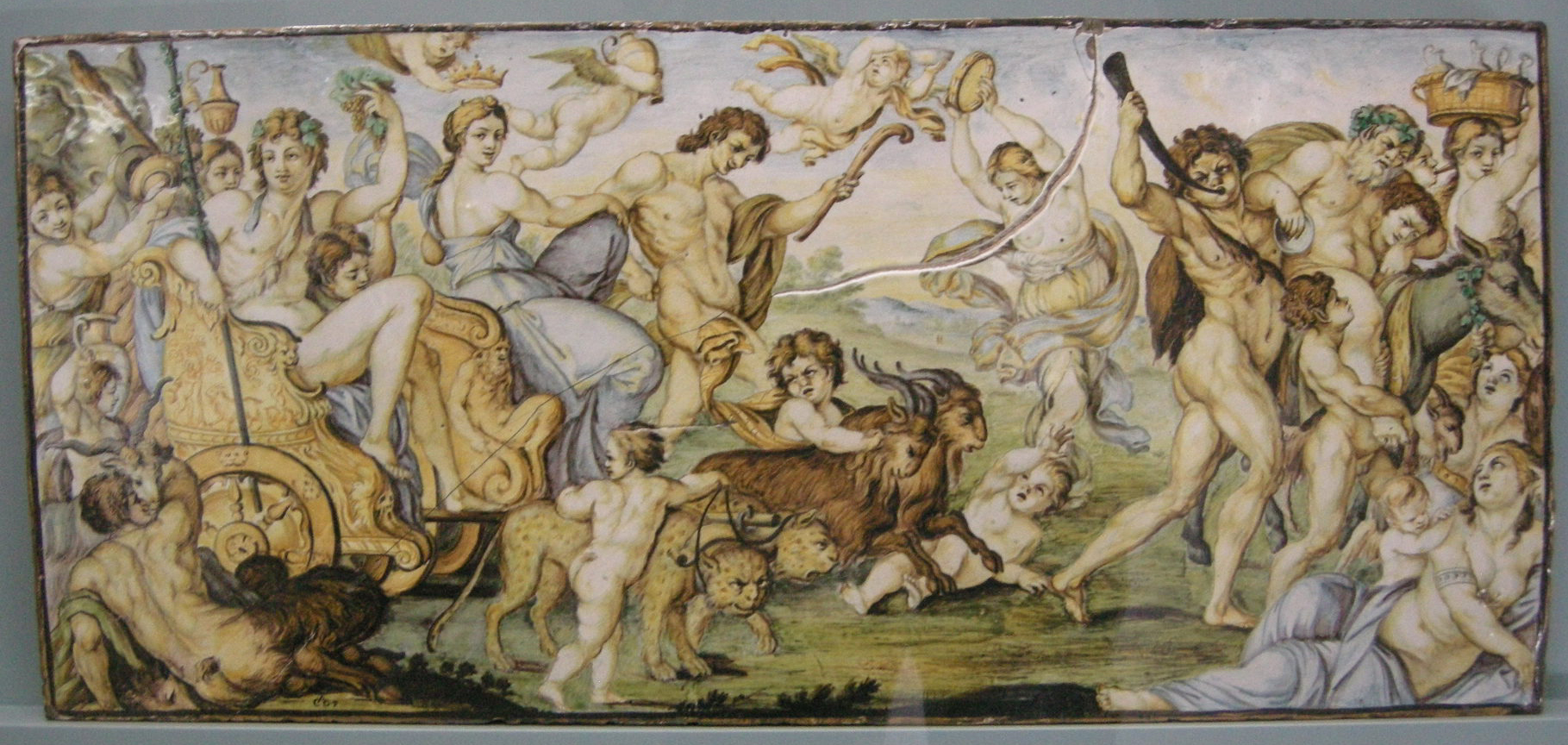
Carlo Antonio Grue, Trionfo di Bacco e Arianna, 1690 ca., Milano, Castello Sforzesco.

I capostipiti della famiglia Grue furono Marco e Domenico, i loro figli Antonio e Giovanni diedero vita a due rami di artisti, che si interessarono alla realizzazione di ceramiche per i monasteri e per gli avvocati. Figlio di Antonio Grue fu Francesco Angelo, nato nel 1618, che fu il primo innovatore della maiolica castellina, che seppe unire sincreticamente l'arte ceramista fiorentina e quella nascente abruzzese, soprattutto per il campionario di figure sacre per le scene dell'istoriario. La produzione di Francesco andò sempre più evolvendosi, dalla produzione iniziale di figure fredde, schematiche e dure, dove dominavano il colore giallo e l'azzurro, fino all'uso delle fonti incisorie riportate a spolvero, utilizzate più liberamente, cambiando la cromatura al bruno manganese e verde rame, raggiungendo un notevole effetto chiaroscurale.

### Carlo Antonio e Aurelio Anselmo Grue

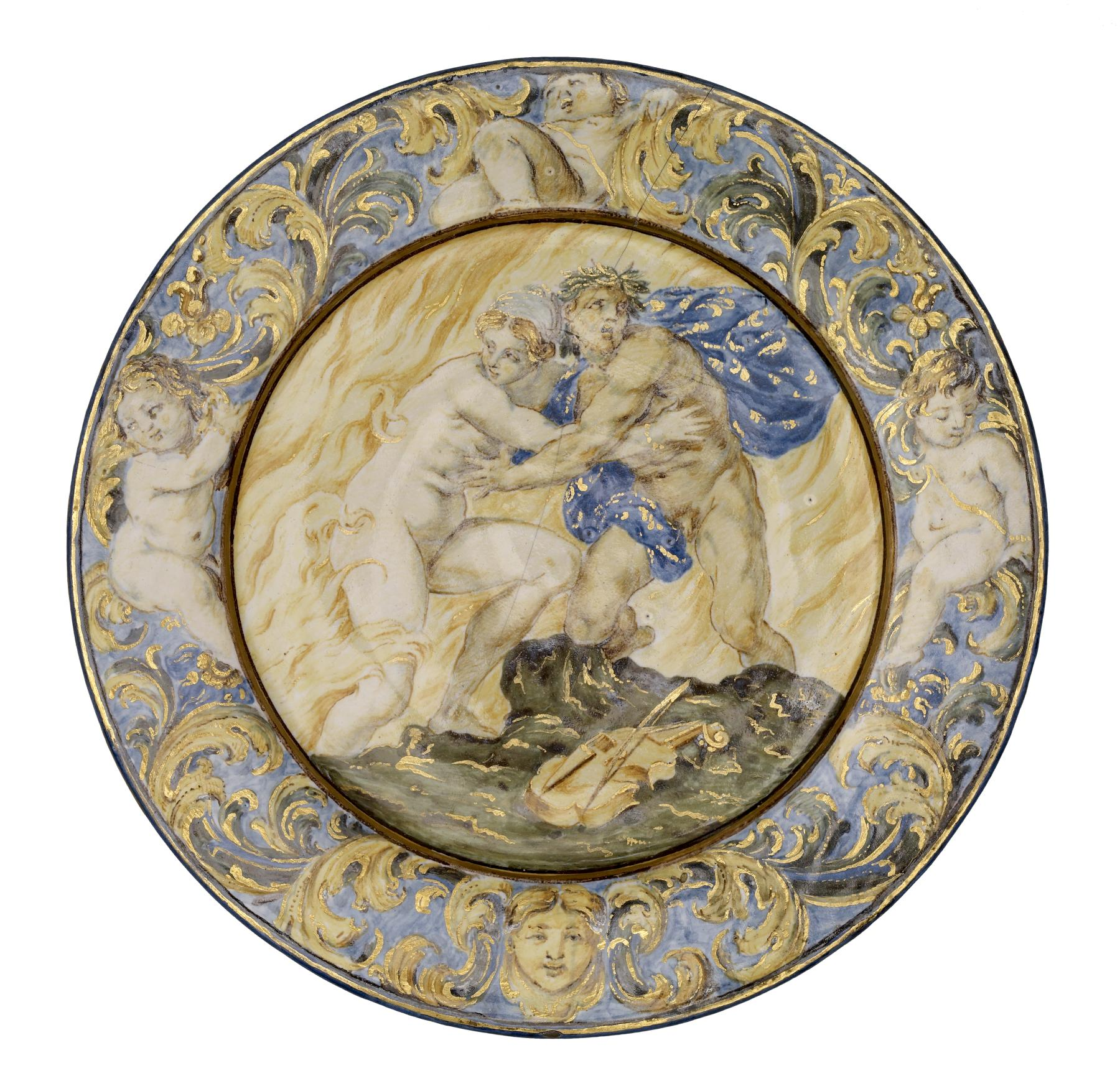
Carlo Antonio e Aurelio Anselmo Grue, piatto con Orfeo ed Euridice, 1720 ca., Baltimora, Walters Art Museum.

Il figlio Carlo Antonio Grue adottò le lumeggiature d'oro cotte a terzo fuoco del padre Francesco, e integrò come in un perfetto dipinto la scena e lo sfondo paesaggistico, ottenuto con lo studio della luce naturale per le sfumature chiaroscurali. Carlo Antonio predilesse scene di caccia o bozzetti bucolici, anche se realizzò scene a sfondo sacro, come la mattonella della Madonna col Bambino con Sant'Antonio, nella collezione del Museo Paparella Treccia a Pescara.
Tra le figlie di Carlo, ci fu Superna che sposò Bernardino Cappelletti, padre di Candeloro, che dette vita a un secondo ramo della generazione Grue.
Le opere di Carlo Antonio arrivarono anche all'esterno per fama, e alle fiere mercantili di Lanciano, lanciano definitivamente il nome di Castelli nel panorama nazionale, facendosi commissionare vasi e piatti da notai e avvocati, nonché dai nobili di Napoli. Conobbe Francesco Solimena che nel 1696 ricevette delle tazzine, e intrattenne rapporti professionali con Francesco Bedeschini, incisore abruzzese del periodo barocco. 
Aurelio Anselmo Grue, figlio di Carlo Antonio, lavora nella bottega paterna prima di trasferisrsi nella città di Atri. Qui è protetto dalla famiglia dei duchi Acquaviva d'Aragona e dà luogo a una produzione di pregio lungo tutta la prima metà del Settecento.
Aurelio Anselmo Grue introduce molte novità sul fronte dei temi e dei soggetti rappresentati sulle maioliche. Rinnova in modo radicale anche il soggetto di paesaggio promosso dal padre Carlo Antonio, rileggendo alcuni modelli messi a punto pochi anni prima dal pittore Marco Ricci: il risultato sono autentici capolavori dove il paesaggio vibra di un respiro e una luminosità sorprendenti.

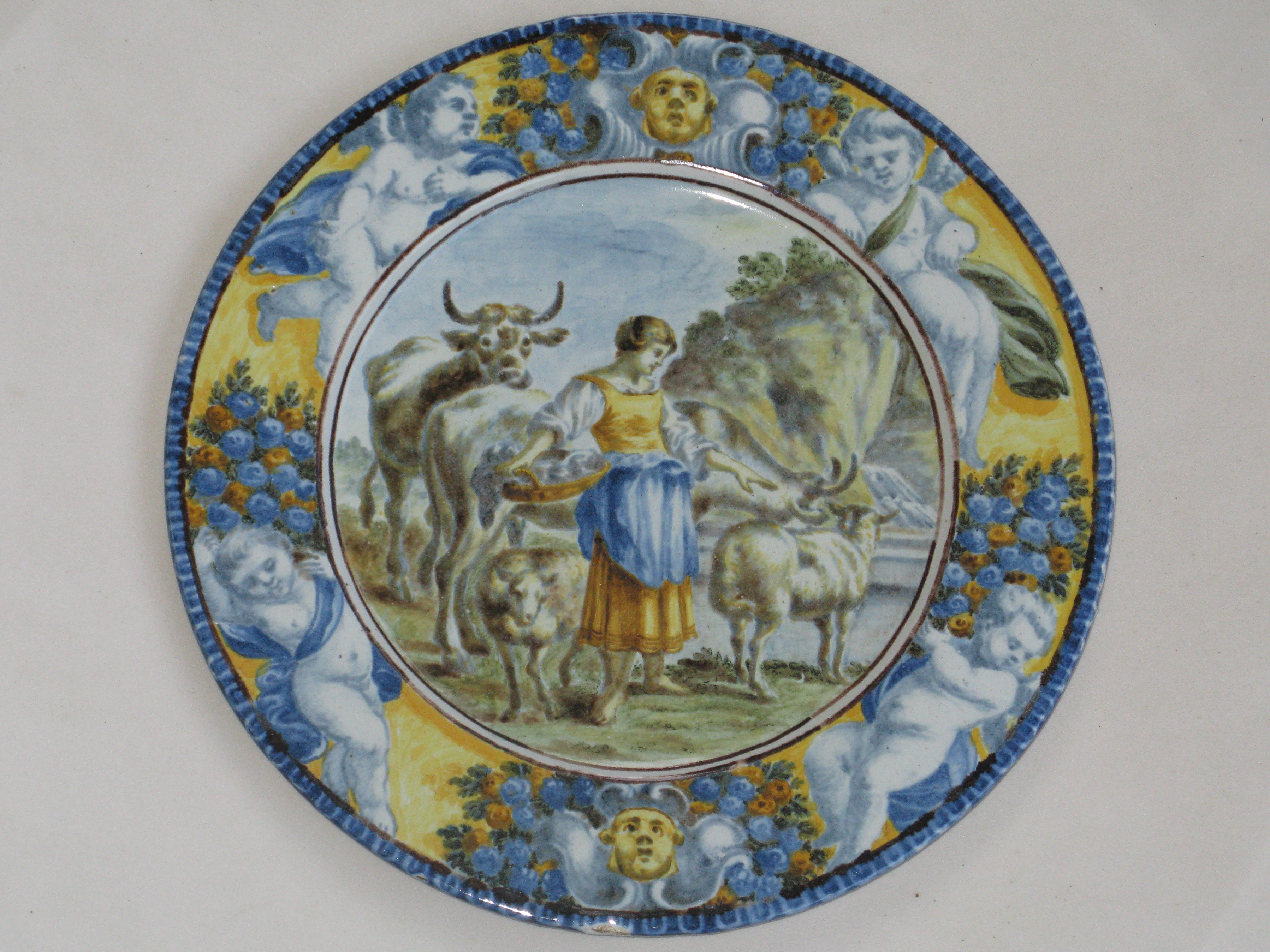
Aurelio Anselmo Grue, Scena pastorale, 1740 ca., collezione privata.

Aurelio Anselmo Grue adottò anche un linguaggio espressivo personalissimo, in virtù del quale il ceramista si distinse come colui che meglio seppe interpretare e tradurre in maiolica le sollecitazioni provenienti dalle nuove tendenze artistiche del Settecento.
Un altro figlio, Francesco Antonio, nato nel 1686, seguì anch'egli le orme paterne, insieme con Candeloro Cappelletti. Francesco Antonio inizialmente doveva essere avviato alla carriera ecclesiastica, avendo studiato a Penne e poi ad Ascoli Piceno, ma fuggì a Roma per imparare diritto canonico, dilettandosi di poesia e filosofia, ma nel 1706 tornò a Castelli volendo seguire l'arte della ceramica. Tra il 1713 e il 1715 risiedette nell'aquilano e a Bussi, lavorando al Paliotto maiolicato della chiesa di Sant'Angelo a Lucoli. Tornato a Castelli nel 1716 e poi definitivamente nel 1736, dopo un lungo soggiorno a Napoli, dove realizzò i vasi da farmacia della Certosa di San Martino, in Abruzzo compose delle opere per la Basilica della Santa Casa di Loreto.
Un altro figlio di Carlo Antonio, Anastasio Grue, si trasferì ad Atri nel 1726, portando la tradizione castellina e seguendo le orme paterne per la tecnica, e lo stile.

### Francesco Saverio Grue e seguiti
Francesco Saverio, figlio di Francesco Antonio Grue, fu l'ultimo esponente di rilievo della famiglia, prima della decadenza e della riduzione ad artigianato locale della produzione castellina. Nato nel 1731, e stabilitosi definitivamente in Abruzzo nel 1747 dopo un periodo di soggiorno a Napoli, nel 1754 realizzò un gruppo di vasi per la Reggia Vanvitelliana di Caserta, decorando il vasellame con motivi paesaggistici all'abruzzese. Successivamente Saverio fu compreso nell'organico della Real Fabbrica Ferdinandea di Portici e tornando poi a Castelli, dove morì nel 1800. La sua duttile personalità permisero uno progresso della sua produzione dalla fase giovanile, fino al gusto rococò dell'età matura. Nel 1755 egli aderì al modello classico cinquecentesco del paesaggio bucolico, con la cromatura gialla e blu, con riferimento alla porcellana d'Oltralpe tedesca. Nell'arrivo al gusto rococò, Saverio fu influenzato dalla produzione francese, ma rifletté anche sulla porcellana cinese, molto in voga nella corte napoletana, come il tema floreale, di cui esistono vari esemplari nel Museo delle ceramiche di Castelli, e le mattonelle con scene di vita dei campi, a elegante monocromo blu cobalto, sullo sfondo smaltato in bianco.
Nel corso del Novecento, l'ultimo grande ceramista di Castelli fu Luigi Bozzelli, che reinterpretò la scultura medievale di Nicola da Guardiagrele e quella castellina della dinastia Grue. Un altro mirabile esempio della versatilità della ceramica di Castelli, è il soffitto maiolicato della chiesa di San Donato, interamente ricoperto di tessere in maiolica dipinta dagli abitanti del paese nel XVII secolo. I maiolicari castellini si riunirono in una confraternita e vollero rappresentare l'alto pregio raggiunto dalla loro maestria; il soffitto si compone di 800 mattonelle, montate tra il 1616 e il 1617, presso il soffitto a capriate spioventi. In realtà nelle origini i mattoni vennero usati per il pavimento, e vennero poi smontati e rimontati sul soffitto per non perdere la qualità dell'opera. Inoltre non tutte le mattonelle sono originali, perché con il restauro del 1968, quando alcune erano ormai molto logorate e necessitanti di restauro, furono spostate nella raccolta del Museo della ceramica, e sostituite con delle copie. Interessante in questo soffitto è la presenza di temi geometrici dal ricercato effetto a trombe d'oeil, a triangoli, a lacunari, a rosoni, con ricchi motivi floreali e bucolici dell'arte cinquecentesca, con motivi vegetali, umani e animali, e varie scene dell'Antico Testamento, come il nodo di re Salomone, e gli stemmi delle famiglie nobili che avevano in feudo Castelli e Teramo.
Molte ceramiche castelline e di Loreto Aprutino, nel 1936 sono state raccolte nel Museo delle ceramiche abruzzesi "Giacomo Acerbo", nel centro storico, con pezzi di collezione provenienti dalle case canoniche, dai palazzi delle famiglie De Sterlich e Aliprandi, riferibili alla ricca produzione delle famiglie Grue, Gentile e Cappelletti.

## La bottega Gentili

### Da Bernardino il Vecchio a Giacomo
Famiglia di ceramisti attiva a Castelli dalla seconda metà del XVII secolo sino al XVIII, le sorti di questa famiglia si intrecciano con i Grue ed i Cappelletti, legati da vincoli di parentela. Originari di Anversa degli Abruzzi, paese della valle del Sagittario, dove anche li si praticava l'arte della ceramica. Appartenne alla famiglia, probabilmente il maestro Berardino de' Gentili di Anversa, attestato a Tivoli nel 1568, dove era attivo per conto del Cardinale Ippolito d'Este nella realizzazione del pavimento della villa. Il vero capostipite della famiglia fu Bernardino Gentili il Vecchio, che sposò Giustina Cappelletti ed ebbe i figli Giacomo e Carmine, che proseguirono l'opera paterna. Nella Collezione Acerbo di Loreto Aprutino si conserva la grande targa firmata e datata 10 febbraio 1672 con il ritratto della Madonna del Carmine tra San Domenico e San Francesco; la modesta mattonella intitolata "Cristo in croce" firmata e datata 1670, due targhe votive raffiguranti San Benedetto, della collezione Paparella Treccia di Pescara, donata poi all'abbazia di Montecassino nel 1999, e la Madonna col Bambino con la cornice della collezione Vincenzo Bindi di Atri, datata 1659. Nuove ipotesi attributive mirano a riconoscere al capostipite una più articolata capacità compositiva e una vena artistica orientata verso la sperimentazione dell'istoriato castellano. Bernardino il Vecchio morì nel 1683.

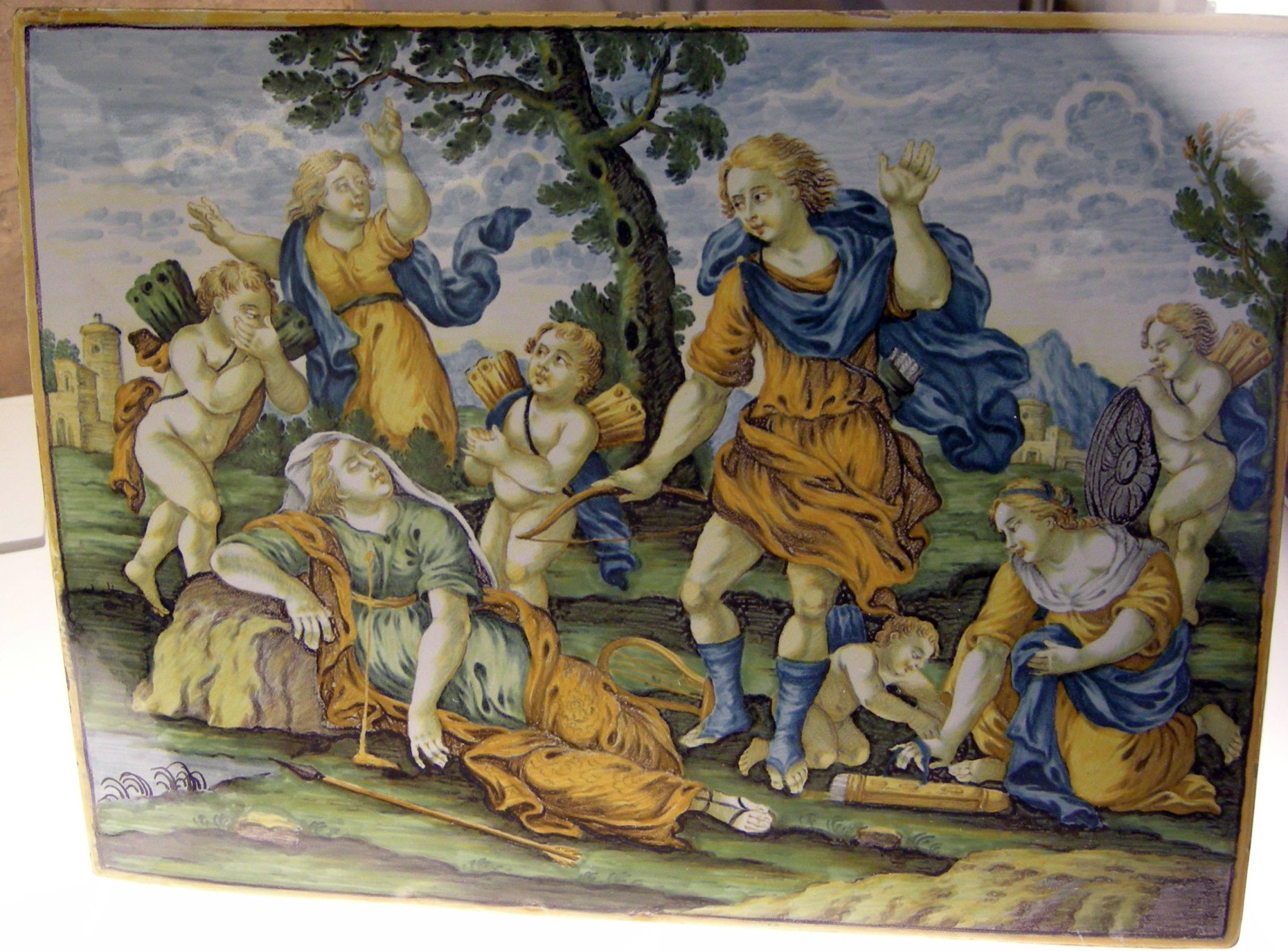
Bernardino il Giovane, Apollo uccide la ninfa Coronide

L'unico lavoro certamente attribuito ad egli, di Giacomo il Vecchio, nato a Castelli nel 1668, è il tondo policromo in ceramica smaltata con lumeggiature in oro, raffigurante la Madonna del Carmine, recante l'iscrizione G.G.P. 1713, della collezione Filiani di Silvi Marina; i confronti stilistici con quest'opera hanno permesso di confermare alcune attribuzioni tradizionali riferite alla sua produzione. Ossia 12 mattonelle istoriate della collezione Acerbo di Loreto Aprutino, che propongono temi iconografici sacri e profani, come il Trionfo di Falatea, il Trionfo di Venere, due gruppi di Amorini festanti su tralci di vite e fiori, il Martirio di San Lorenzo, Giuditta alle porte di Betulia, Davide che suona l'arpa, la Madonna col Bambino apparente a Santa Martina. Da una lettera del marchese Alarcón y Mendoza, feudatario di Castelli e della Valle Siciliana, che gli indirizzava nel 1707 da Tossicia, dove aveva la residenza, per sollecitarlo a terminare la lavorazioni, si apprende che Giacomo il Vecchio intratteneva rapporti diretti con la committenza prestigiosa, per cui procurava vasellame della migliore produzione, in tale missiva infatti è detto "maestro figulo"; la critica internazionale lo ognora come ceramista, e gli riconosce un ruolo di secondo piano rispetto a Carmine suo fratello; Giacomo morì a Castelli nel 1713. Diverso è il profilo di Carmine Castelli, nato nel 1678, allievo di Carlo Antonio Grue, nonché prestigioso e originale interprete della lezione pittorica del maestro. Orfano di padre, fu affidato dalla madre Giustina, cognata di Superna Grue, alle cure del fratello Carlo Antonio, che lo avviò all'arte della ceramica, facendolo lavorare nella bottega. Sposò nel 1715 Caterina Amicucci da Canzano, ed ebbe 7 figli: Caterina, Mansueta, Leonilda, Maria Giovanna e Giustina, e i maschi Giacomo e Bernardino, che operarono nella bottega paterna.

### Carmine Gentili

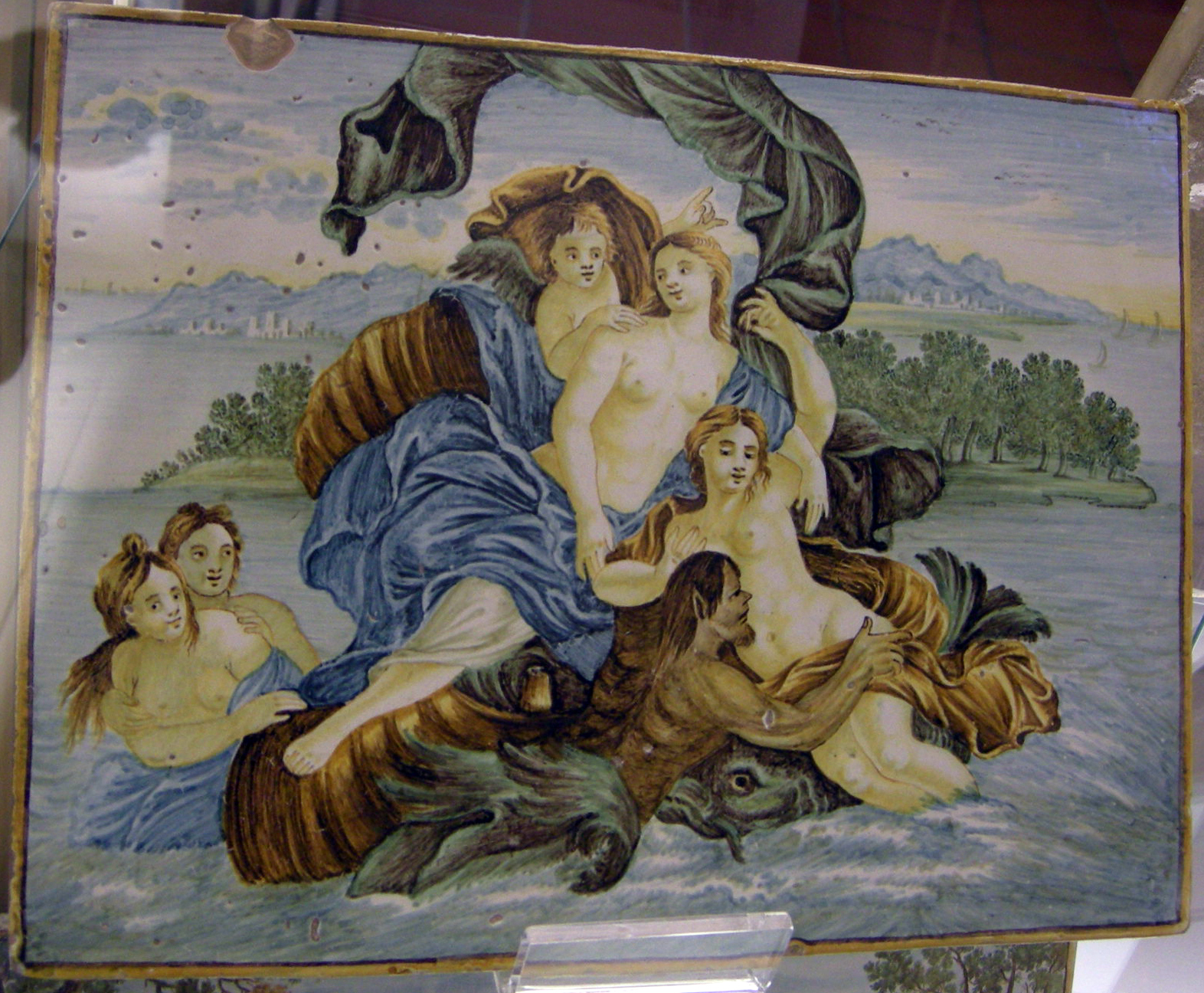
Carmine Gentili, Trionfo di Galatea

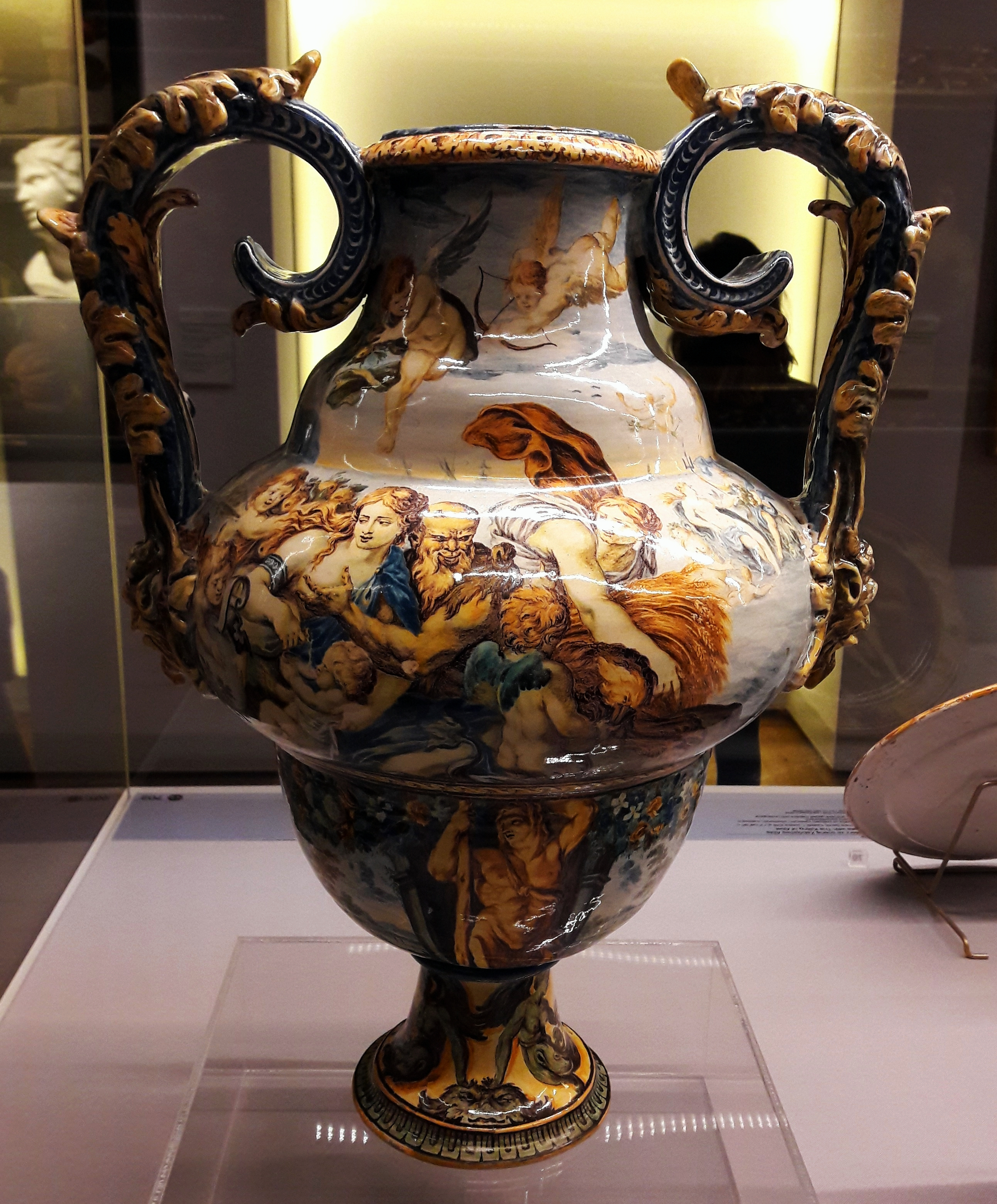
Carmine Gentili, vaso con scene mitologiche, Victoria and Albert Museum

Nel 1723 Carmine era all'apice della notorietà, la bottega aveva una fiorente attività artistica, orientata verso la committenza d'alto rango. Le ragioni del suo lungo successo sono state individuate nel dono di una mano felice, sempre in grado di associare un buon disegno a una ben calibrata compositiva memore della retorica barocca dei gesti, degli affetti, sensibile alle istanza dell'Arcadia estetizzante e teatrale; proprio tale eclettismo gli permise di affrontare su ceramica i tempi più disparati, dalla storia sacra a quella contemporanea, dalla mitologia classica alle scene di genere e di paesaggio. Le sue opere sono conservate in Abruzzo e in altri musei, soprattutto nel Museo nazionale di San Martino a Napoli, dove si trova il Trionfo di Bacco e Arianna del 1717. L'opera di Carmine Gentile riproduce la complessa iconografia riferita al celeberrimo tema tratto dalle Metamorfosi di Ovidio, viene considerata dalla critica una delle più rappresentative della ceramica castellana, oltre che del corpus di Carmine, si esprime ai limiti del virtuosismo e delle capacità tecniche del maestro, che interpreta in chiave cromatica e luministica le intensità pittoriche dell'incisione originale da cui è tratto il soggetto, in cui sono evidenti i richiami alla pittura d'ambiente romano e del Rubens, veicolati dalla tradizione del maestro Carlo Antonio Grue.
Il soggetto di Bacco e Arianna venne rifatto varie volte da Carmine e da artisti della bottega, noto è l'esemplare della collezione Acerbo di Loreto, firmato e commentato dall'autore per mezzo di un'iscrizione riportata in basso sul bordo della cornice. Altre opere di pregio sono la Madonna col Bambino della collezione Acerbo, tratta da un'incisione di Ludovico Carracci e il tondo con il Cristo profano, conservato nel Museo d'arte Costantino Barbella di Chieti, tratto dall'incisione di Jan Sadeler su disegno di Bartholomaeus Spranger, di cui esiste una versione inedita conservata nel Museo di Palazzo Venezia a Roma.
Tra le prime opere di Carmine si ricordano il vassoio da parata nel Museo San Martino di Napoli: il manufatto reca la rappresentazione de L'allegoria di Giove e l'Aquila, due figure femminili e tre maschili con capra su sfondo di paesaggio marino, edifici e figurine, tale composizione, replicata da Liborio Grue e da Candeloro Cappelletti, è riferibile a un'incisione in controparte di Charles Audran, tratta da un disegno con Allegoria per la famiglia Barberini di Pietro Berrettini da Cortona, conservato nell'Accademia Albertina di Vienna. Si ricorda anche il presentatoio di Sassocorvaro, un disco tazza quasi piatto dal bordo appena rialzato e leggermente estroflesso, recante la figura di Venere e tritotonicon di ritocchi in oro al terzo fuoco.
Privato invece è la Sacra Famiglia con Sant'Anna e San Giovannino, firmato sul retro e datato 1725-30, l'opera è tratta da un disegno di Pietro Facchetti, riferita alla composizione di Giulio Romano.

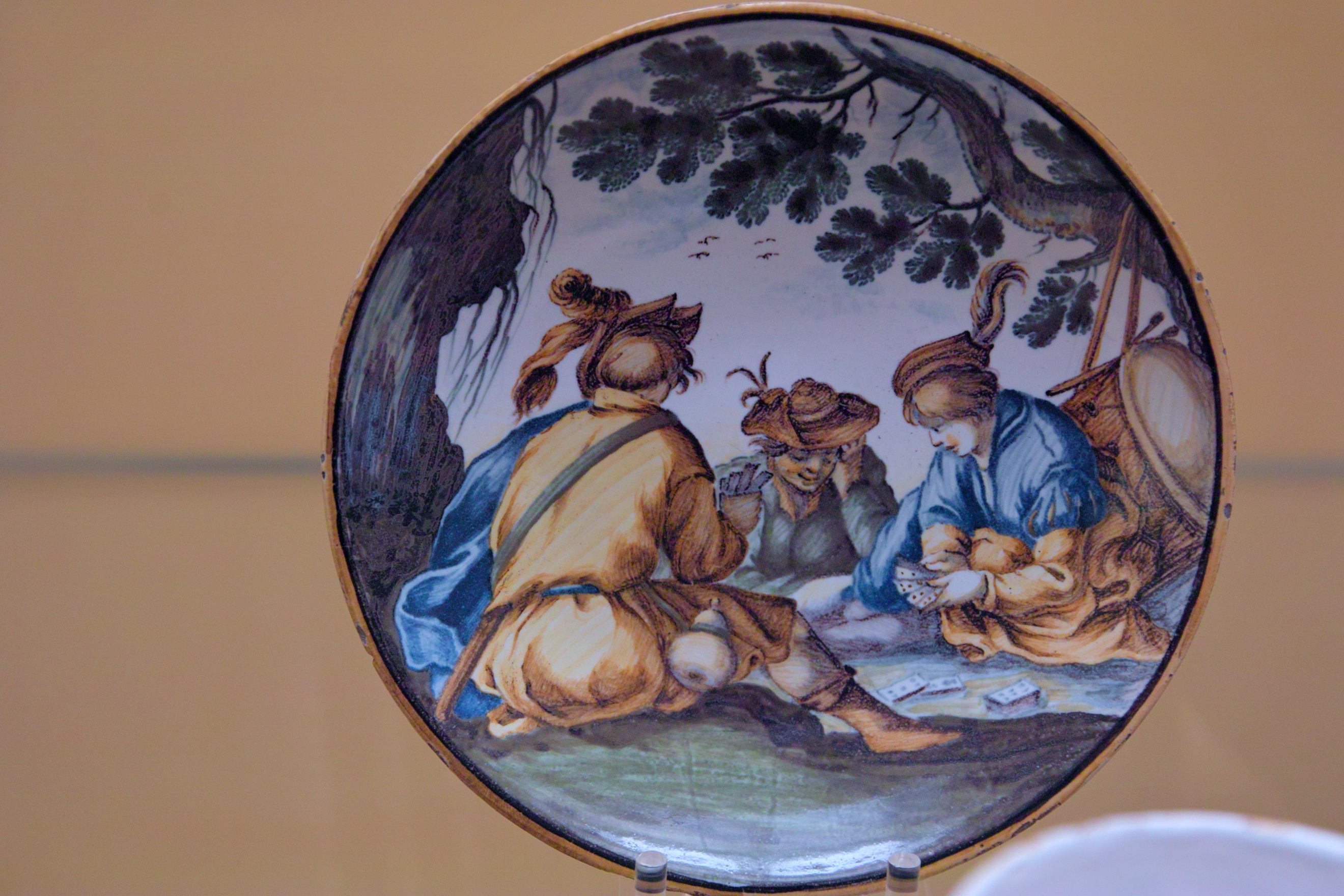
Carmine Gentili, Giocatori di carte

### Bottega di Carmine e Giacomo il Giovane
L'opera Venere che fustiga Amore è tratta dal disegno di Giovanni Luigi Valesio, ed è conservato nel San Martino di Napoli, proveniente dalla raccolta di Ferdinando Calabrò di Moliterno, parte di un importante servizio da tavola con 40 pezzi; poi si conserva una mattonella autografa nel Museo Costantino Barbella di Chieti, e il piatto della collezione Paparella Treccia a Pescara. Un modello incisorio di Michel Dorigny, tratto dal dipinto di Simon Vouet Didone abbandonata, è il soggetto riportato da Carmine Gentile e dalla sua bottega in diversi spolveri, utilizzato in tre maioliche, il disco conservato al San Martino del 1740, la targa della collezione Acerbo e quella della collezione Fuschi, in deposito nel Museo delle ceramiche di Castelli. Ancora da Vouet deriva il modello della composizione musicale tra Apollo circondato dalle Grazie e Pan, con accanto il dio montano Tmolo giudice della gara, riportato con delle varianti e dipinto su maiolica dalla bottega di Carmine: si tratta del vaso con coperchio del Museo Nazionale d'Abruzzo a L'Aquila, del piatto di pregevole fattura della collezione Paparella Treccia, del mattone del Museo Duca di Martina, del piattino del San Martino di Napoli, e della mattonella della collezione Acerbo, nonché di esemplari conservati nel Museo Capitolare di Atri.
Anche le mattonelle col tema di Diana al bagno, le Ninfe e un amorino e le Allegorie della Gloria e della Potenza, sempre della raccolta Acerbo, sono tradizionalmente ascritte alla mano di Carmine o alla collaborazione dei figli Giacomo e Bernardino il Giovane. Tra le opere tarde la critica colloca la coppia di vasi del San Martino di Napoli, recanti l'iconografia di Selene seduta sulle nubi e Diana dormiente, l'altro Toeletta di Didone. Carmine Gentili morì a Castelli nel 1763, lasciando la bottega ai due figli maschi, Giacomo il Giovane sopravvisse al padre solo due anni, la sua produzione si sovrappose per un trentennio a quella paterna, anche perché non firmò gli esemplari; nel settembre 1748 si recò a Napoli per vendere vasellame artistico prodotto dalla bottega. La critica gli ha attribuito una quantità di manufatti, tra cui i 6 piattini del Museo San Martino, le cui decorazioni sono tratte da incisioni di Odoardo Fialetti, della serie dedicata agli Scherzi d'Amore, un altro piatto che raffigura Venere che flagella Amore sorretto da puttino, che ha come riferimento l'incisione di Agostino Carracci. Gli vengono riferiti inoltre i piattini con Susanna e i vecchioni - Tritone con Nereide e putti - Anchise in atto di allacciare il sandalo di Venere, nel Museo di San Martino. Anche il tondo istoriato con Adorazione del vitello d'oro conservato nelle Raccolte d'arte dei Civici Musei del Castello Sforzesco di Milano è riferito alla mano di Giacomo, questo infatti reca sul retro la scritta non coeva alla sua realizzazione, che riproduce il suo nome. Altre attribuzioni sono Adorazione dei pastori - Adorazione dei Magi della collezione Acerbo, entrambe le composizioni riproducono con grazia le suggestioni dei presepi visti nel suo viaggio a Napoli.
Tra le numerose opere attribuite alla sua mano, infine si ricordano il piatto con Galatea ed Aura e l'ovale della Battaglia tra Turchi e Cristiani a Lepanto, nel Museo San Martino.

### Bernardino il Giovane

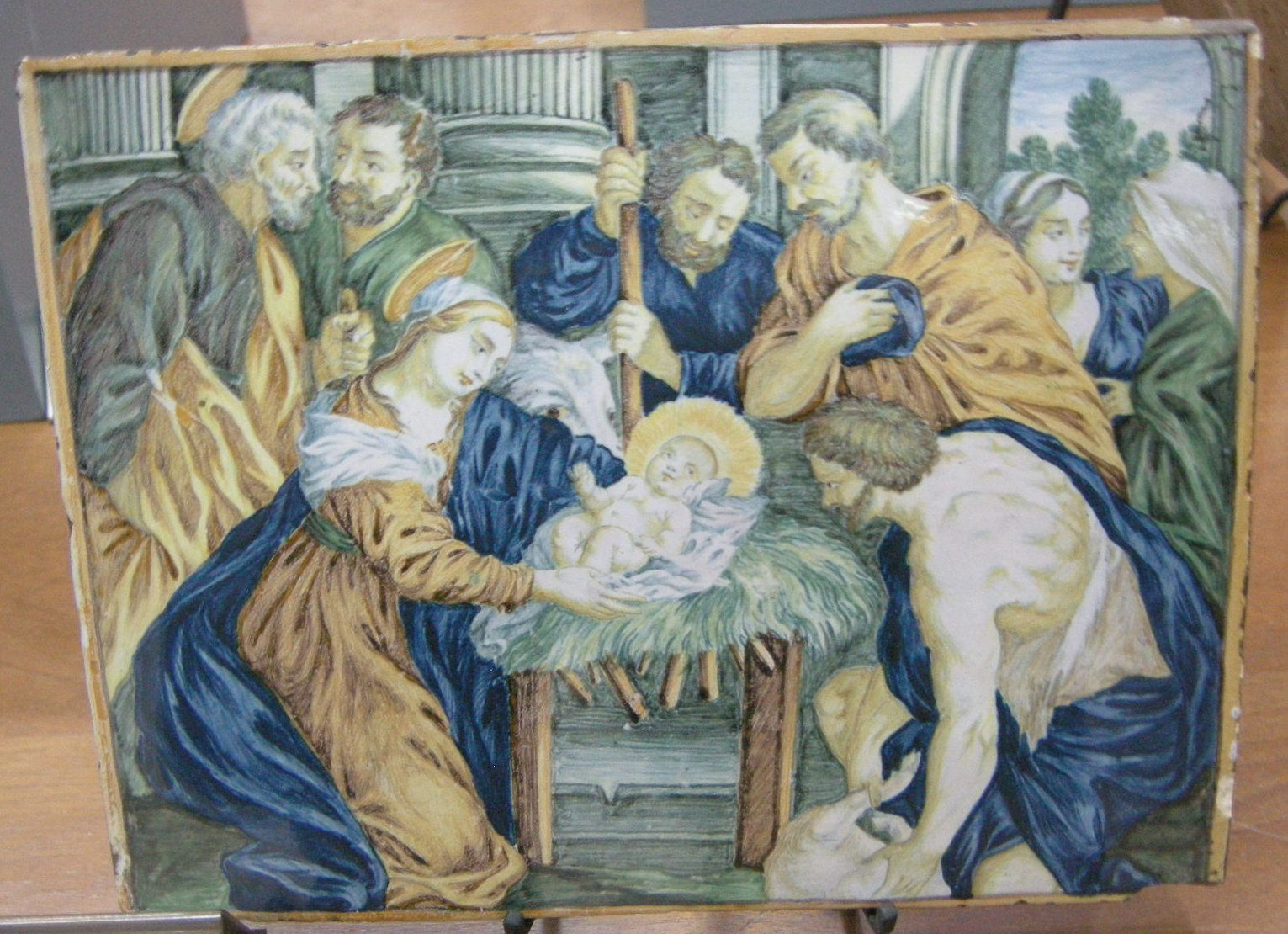
Bernardino il Giovane, Adorazione dei pastori, 1760-75

Nato a Castelli nel 1727, sposò Teresa Paolini, adottò come figlio Michele De Dominicis, all'interno della produzione ceramica, si deve distinguere tra le opere realizzate da lui autonomamente, quelle dipinte col fratello Giacomo e infine quelle di bottega, caratterizzate da un repertorio comune. La sua maiolica più nota è il Massacro di Sant'Orsola, nel Museo di San Martino a Napoli: l'impianto compositivo di questa maiolica istoriata è tratto da un'incisione del 1685 di Giovanni Antonio Lorenzini, ricavata da un dipinto di Lorenzo Pasinelli. Bernardino si cimenta nella composizione pittorica complessa, emulando le opere di Carmine Gentili, non riuscendo però, a detta di Fittipaldi, la raffinatezza del modello incisorio.
Tra le altre mattonelle decorate con lo stesso soggetto, si conservano gli esemplari del Museo Capitolare di Atri, nel Museo Correale di Salerno e nel Victoria and Albert Museum di Londra. I quattro piccoli dischi intitolati Contadinello in atto di bere da un orcio - Pastorella filatrice seduta - Contadinella con canestro - Pastorella con brocca, sia per caratteri stilistici delle pitture, sia per i contenuti tematici e raffigurazioni, fanno parte di una stessa serie, e sono stati scritti alla fase matura di Bernardino, anche se con dubbi, in cui appare maggiore l'influenza del padre Carmine. Di attribuzione, anche due targhe pendant di Abramo scaccia Agar e Ismaele e l'incontro di Rebecca ed Eliezer, sempre nel Museo di San Martino, caratterizzate da uno stile consumato da una corrente di schematismo della scena rappresentata. Il giudizio di Salomone e San Raffaele e Tobiolo, dell'ultimo quarto del XVIII secolo, appaiono di accento più devozionale. Bernardino morì a Castelli nel 1813 e con lui può dirsi conclusa una fase irripetibile della committenza maiolicata nel paese di Castelli.

## Principali raccolte

### Museo delle Ceramiche di Castelli

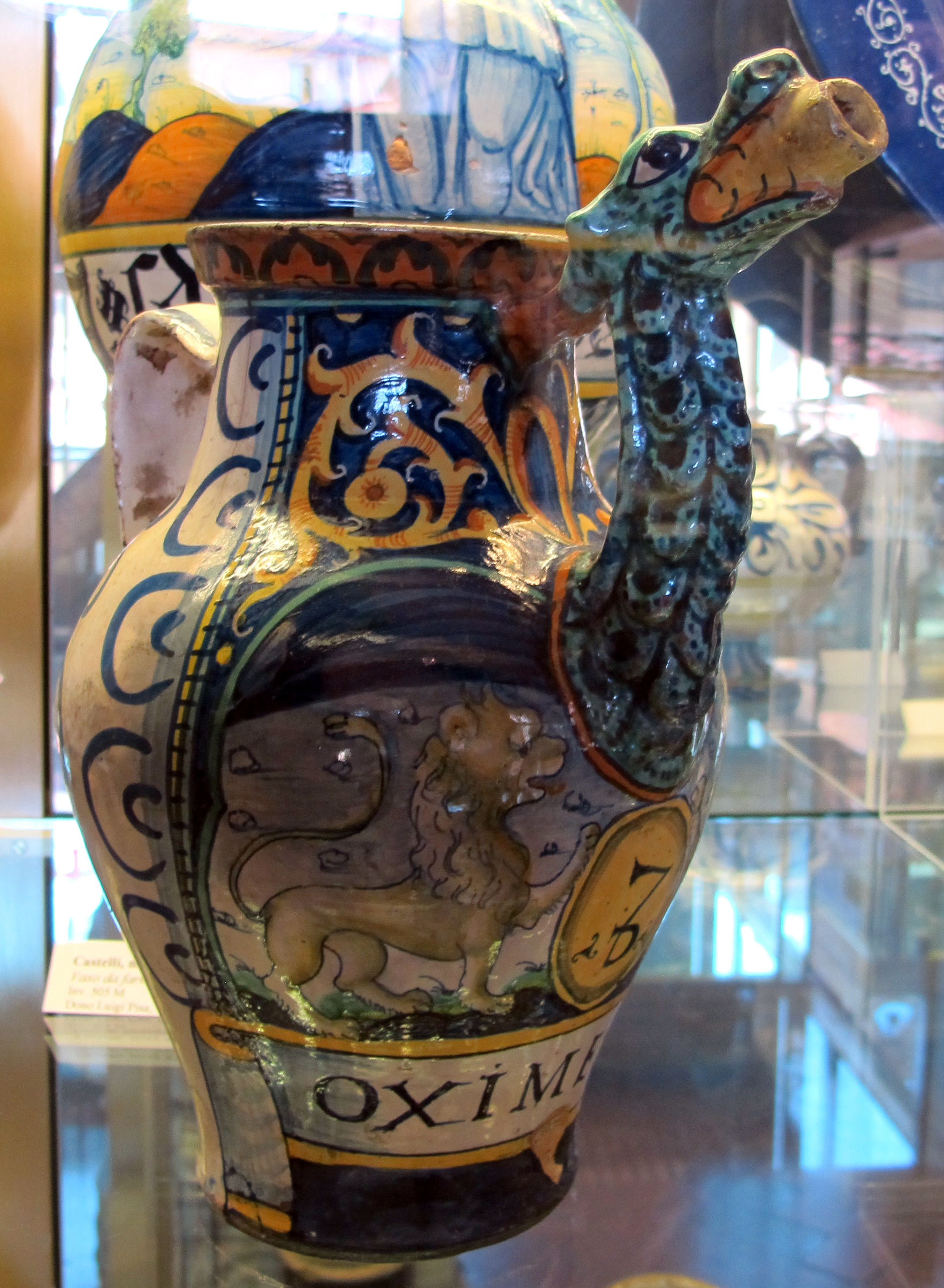
Brocca con leone e drago, 1550, Museo della Ceramica di Castelli

Il museo è stato istituito in Castelli nel 1984, per promuovere la cultura e l'arte della maiolica, per salvaguardare la storia e le tradizioni locali. L'edificio museale è ospitato nell'antico convento dei Frati Minori Osservanti del XVI secolo, il convento ha ospitato sino al 1866 i frati, successivamente dopo la soppressione divenne deposito, nel 1905 ha ospitato la prima sede dell'Istituto statale d'Arte "Francesco Antonio Grue", per divenire infine museo. Diviso in due piani, al pianterreno si può osservare il chiostro rinascimentale circondato da un ciclo d'affreschi del 1712, di ispirazione barocca, a 21 lunettoni con episodi della vita di Maria madre di Gesù, ogni lunetta è intercalata da medaglioni raffiguranti volti di santi e beate che hanno dedicato la loro vita all'opera religiosa. Il percorso si svolge nelle sale dove è stata ricostruita una ideale bottega del XVI-XVII secolo, per far comprendere il lavoro manuale che si svolgeva nel realizzare ogni singola opera da parte dei Grue e dei Gentili, è possibile vedere vecchie vasche della decantazione dell'argilla, la frantumazione e la realizzazione dell'argilla malleabile, poi ancora le varie tecniche di foggiatura, smaltatura e decorazione dell'oggetto, e infine la riproduzione dell'antico forno per la cottura del manufatto, detto "forno a respiro".

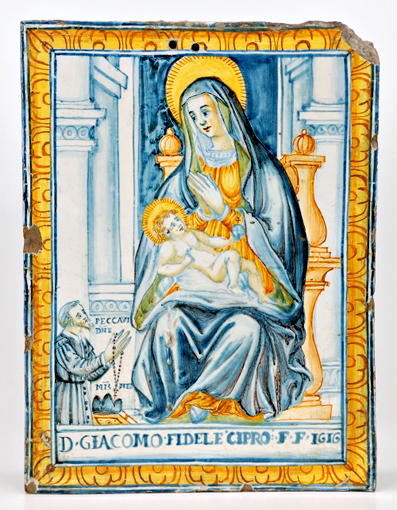
Madonna in trono con Bambino, 1616

Al primo piano si ospita in ordine cronologico la collezione di opere dei maestri ceramisti dal 1400 al 1900, si documenta l'evoluzione delle manifatture castellane dal Medioevo attraverso il Cinquecento, e il compendiario e l'istoriato castellano, con le opere dei maggiori esponenti di questo lungo percorso artistico, che ha reso famoso il nome di Castelli. Sono esposti anche reperti archeologici di ceramiche italiche di commercio, di derivazione appula, corinzia, attica, dauna, etrusca e romana. Il nucleo originario delle collezioni appartiene alla "Raccolta civica" di Giancarlo Polidori degli anni trenta e quaranta, quando era direttore della scuola d'arte, via via arricchito da importanti depositi di enti pubblici (Regione Abruzzo e Museo nazionale d'Abruzzo) e di donazioni di collezioni private, tra cui la Fuschi,  la Giacomini,la Terregna e la Durigon, e dalle acquisizioni effettuate periodicamente. Nella prima sono esposti frammenti di scavi raccolti sul territorio castellano e una piccola testimonianza di piastrelle da pavimento e da rivestimento di epoche diverse.

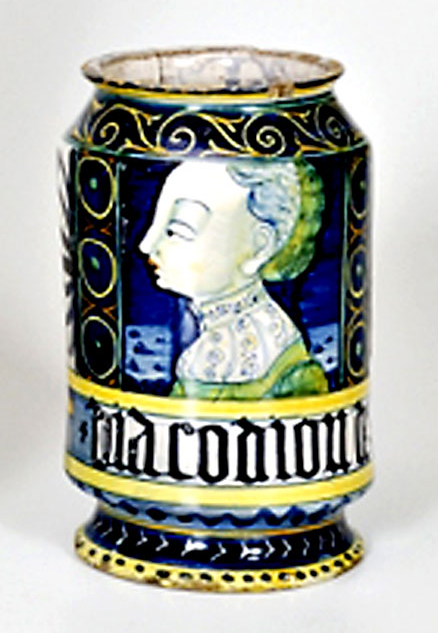
Albarello del corredo Orsini-Colonna, Museo della Ceramica di Castelli

Nella seconda sala sono esposti due piatti medievali di ceramica ingobbiata graffita, recuperati nella grotta Sant'Angelo (Teramo), e un boccale frammentato appartenente alle produzioni della metà Cinquecento; essa è dominata da 200 mattoni provenienti dalla primitiva cappella di San Donato, appena fuori Castelli, e si possono ammirare solo nel Museo di Castelli, dato che i mattoni del soffitto della chiesetta sono solo delle copie, onde evitare ulteriori danneggiamenti del tempo o furti. I mattoni sono messi a confronto con i vasi farmaceutici commissionati dalle famiglie Orsini e Colonna, a testimonianza delle analogie stilistiche che hanno consentito negli anni ottanta di attribuire alle manifatture della bottega Pompei questa importante produzione cinquecentesca. Si tratta di un corredo farmaceutico la cui produzione era assegnata di volta in volta ai più noti centri italiani di produzione ceramica fino a quando non furono reperiti frammenti di scavo nella discarica della fornace Pompei, che misero termine alla disputa.
Nella sala è esposta la Madonna del Latte col Bambino di Orazio Pompei, che reca la datazione 1551, rubata negli anni settanta dalla sala consiliare del Municipio di Castelli, ritrovata sul mercato antiquario negli anni novanta, manomessa in moto irreversibile, ma restaurata per quanto possibile. Il periodo a cavallo tra Cinquecento e Seicento, in cui domina lo stile compendiario, c'è una pittura semplice di sintesi, come denuncia il nome, nei toni languidi del giallo, dell'arancio, del verde e del blu, della tavolozza castellana non ancora arricchita dal bruno di manganese. La quarta e la quinta sala contengono una significativa documentazione dell'istoriato castellano con una serie di opere di pittori appartenuti alle varie dinastie del paese: i Grue, i Gentili, i Cappelletti, i Fuina, che dal Seicento all'Ottocento mantennero alto il prestigio delle produzioni. Nel corridoio intorno al chiostro è esposta una selezione degli spolveri settecenteschi provenienti dalle fabbriche dei Gentili, sono disegni su carta bucherellati per trasportare il disegno su supporto ceramico, troppo tenero per sopportare il segno della matita, e un deposito a vista con materiale non incluso nel percorso ordinario.
Al pianterreno si possono ammirare 30 opere donate dal maestro Giorgio Saturni, docente della scuola d'arte di Castelli. Il mecenate Alfredo Paglione ha donato al Museo una notevole collezione di ceramiche di Aligi Sassu. L'edificio ha riportato notevoli danni con il terremoto del 2006, attualmente è inagibile e in attesa di restauro.le collezioni sono parzialmente esposte nel palazzo dell'artigianato.

### Collezione della Fondazione Museo Paparella-Treccia Devlet ONLUS

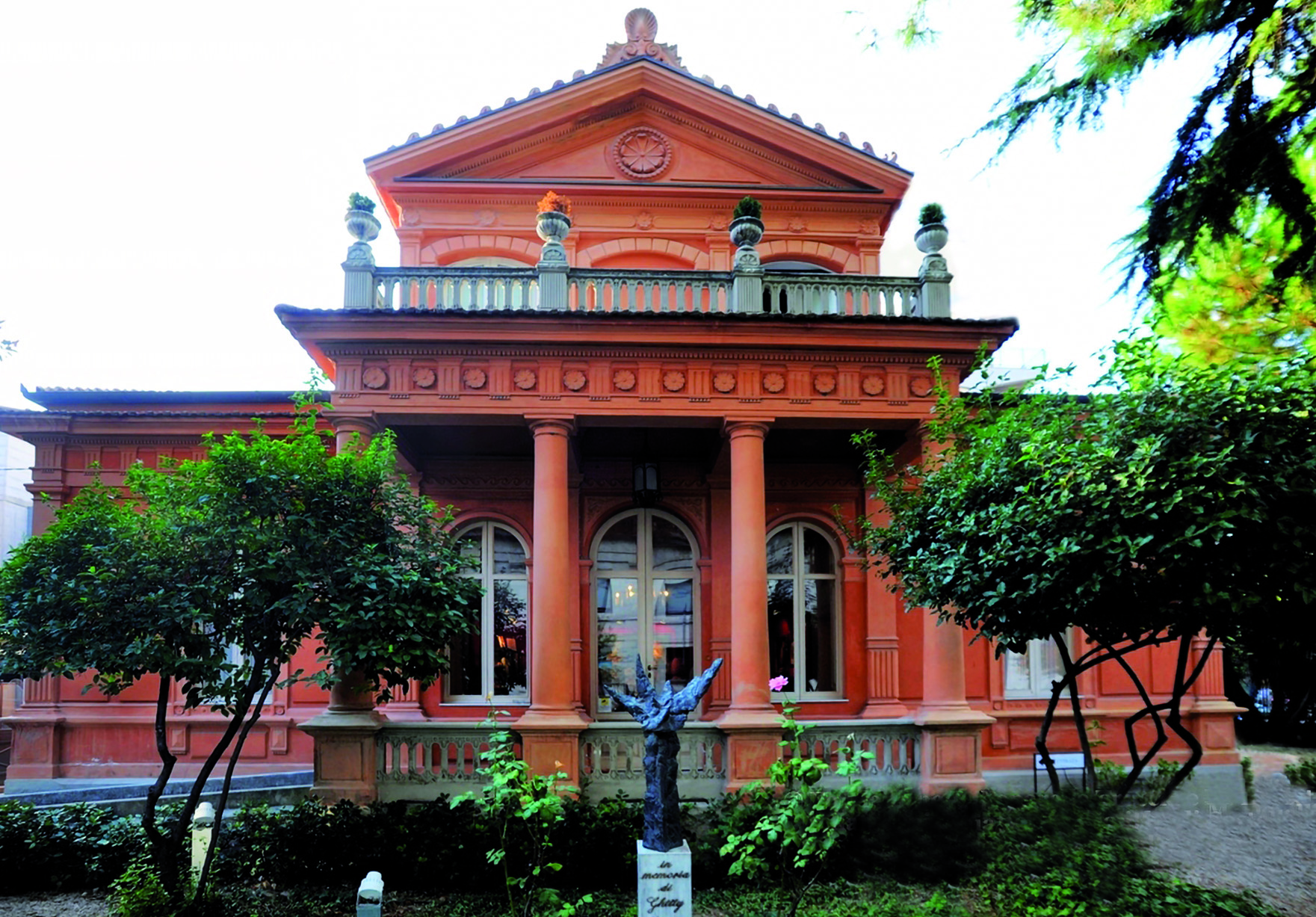
Villa Urania a Pescara, sede del Museo Paparella Treccia

Si trova in Villa Urania, nel centro di Pescara, all'angolo tra le centralissime via Regina Margherita e Via Piave. All'interno della villa in stile eclettico, si trova la collezione di maioliche di Castelli raccolte dal professor Raffaele Paparella Treccia, ortopedico e collezionista abruzzese di fama internazionale, che nel 1997 donò la villa alla Fondazione a lui intitolata e alla moglie Margherita Devlet che istituì il museo. Villa Urania conserva 151 esemplari, acquisiti da collezioni private e da donazioni, e ivi si evidenzia come tali maioliche appartengano alla grande committenza europea, tutte create da grandi maestri figulini come Carlo Antonio Grue, Francesco Grue, i Cappelletti, i Gentili e Gesualdo Fuina. Il percorso è stato allestito in forma storica, partendo dai primordi dell'arte castellana sino all'evoluzione dello stile, dal genere del compendiario, che definisce i "bianchi" caratterizzato dall'estrema essenzialità degli elementi (XVI-XVII secolo), a quello istoriato e barocco, in cui ricorrono le sene storiche, religiose, mitologiche del XVII-XVIII secolo, sino ad arrivare al rococò e al neoclassico, dal Settecento al tardo Ottocento.

### Collezione "Giacomo Acerbo" della Galleria delle Ceramiche in Loreto Aprutino
La Collezione Acerbo si trova nel centro storico di Loreto, nel complesso dei Musei Civici, in via del Baio. Il barone Giacomo Acerbo nella prima metà del Novecento, nel 1936, venne scelto da Diego de Sterlich Aliprandi, Marchese di Cermignano (TE), come acquirente della sua collezione di maioliche, in quanto ritenuto la persona adatta per conservare tale patrimonio, così il barone accrebbe il nucleo delle ceramiche della sua famiglia, acquistando anche le collezioni Bonanni e Quartapelle, riuscendo a raggiungere il numero di 570 pezzi, da allestire nel museo del suo palazzo nel 1957.
Le maioliche vennero catalogate e riordinate dall'architetto Leonardo Palladini, divise secondo un criterio cronologico, privilegiando la corrispondenza di soggetti, forme e colori, che si mescolassero per offrire una piacevole vista d'insieme all'osservatore. Secondo lo stesso criterio furono realizzati i particolari dell'arredo architettonico del palazzo, i caminetti, le mattonelle in maiolica a cornice. Il pezzo più antico della collezione è il mattone che raffigura una donna, esposto nell'angolo di una parete della sala 1: il mattone è datato XVI secolo, faceva parte del gruppo di mattoni del soffitto della chiesa di San Donato a Castelli, e fu donato al barone Acerbo dal parroco Augusto Nicodemi nel 1948.
Accanto al mattone sono esposti alcuni piatti realizzati da Francesco Grue, databili XVII secolo, decorati in istoriato castellano, scene riferibili ad episodi storici con raffigurazioni contemporanee ed elaborate, ricche di particolari, con diverse sfumature di colore, si riconoscono l'incontro tra Asdrubale e Massinissa, quello tra Ciro il Giovane e Lisandro, ma anche l'episodio di Alessandro Magno che copre il corpo di Dario III. Tutte queste scene nella loro calligrafica esecuzione dei particolari di figure umane e animali sono rappresentate in primo piano sul cavetto dei piatti, mentre sulle tese è dato largo spazio alla riproduzione di fregi di armi o grottesche. Allo stesso periodo appartengono gli albarelli decorati in stile compendiario, dove si riconoscono i tratti di pennello che incorniciano le figure centrali. A differenza dell'istoriato, i colori utilizzati sono generalmente blu e il giallo, talvolta il verde, con i quali vengono create piccole cornici intorno a figure o simboli di ispirazione religiosa, e vengono delimitati i cartigli che ne indicano il soggetto dipinto.

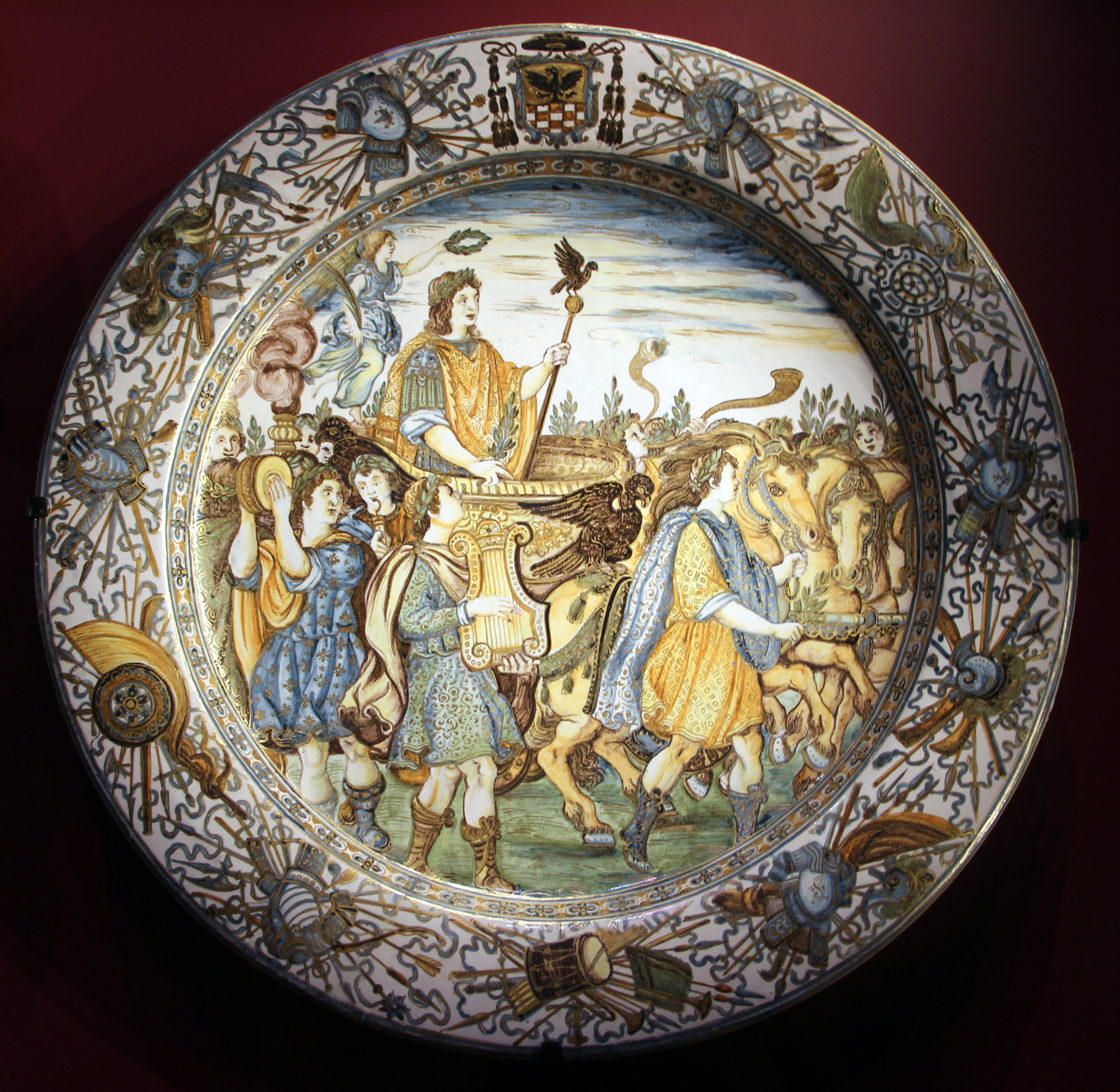
F. A. Grue, Trionfo di Scipione Africano, 1661-1668

Nella sala 1 si scoprono le mattonelle ex voto con raffigurazioni di Santi, come San Zopito patrono di Loreto, San Massimo d'Aveia patrono di Penne, Sant'Emidio protettore contro i terremoti, o la Madonna del Rosario di Bernardino Gentile il Vecchio, del 1672. La devozione popolare viene lette anche con le acquasantiere, piccoli oggetti dalle elaborate forme che gli artisti decoravano con eleganza, a partire dal XVII secolo, non solo per le chiese, ma anche per le case e le cappelle private. Nel XVIII secolo gli artisti decorano gli oggetti raffinando il tema dell'ornato del paesaggio di sfondo, inserendo querce, montagne, edifici, rovine greco-romane, definiscono meglio i colori fondamentali: 5 ossia verde, giallo, arancione, blu e manganese, che nelle loro sfumature arricchiscono il disegno dando profondità e leggerezza alle figure.
L'ornamento del paesaggio compare nei piatti e tazze di servizi da tavola, da caffè, in mattonelle e tondi, qui si riconoscono le opere di Nicola Cappelletti. Nel periodo si rielaborano i temi mitologico classici e quelli religiosi tratti dalla Bibbia, come nei vasi della sala 1; vi si rappresentano anche le immagini di Tritone, delle Nereidi, di Pan, e delle storie della vita di Cristo. Interessante nella sala accanto la mattonella di Susanna e i vecchioni di Liborio Grue, cui applicò la tecnica della lumeggiatura in oro. Di Carmine Gentile si conserva un mattone del Trionfo di Bacco e Arianna del 1742, altre sue opere sono la Diana al bagno, in cui l'artista è evidente che mostri sempre attenzione equilibrate tra colori e volumi. Nella sala 3 c'è il tema sacro, con la mattonella della Madonna col Bambino della bottega Grue, con elegante cornice dorata, entro una teca si conserva la vaschetta frigidaria istoriata, con episodi della vita di re David, opera della bottega Grue della metà del XVII secolo, con decorazioni a motivi floreali e lumeggiatura in oro.
Altre opere sono le mattonelle con le Storie del Vecchio e Nuovo Testamento di Francesco Antonio Grue, le fiasche da pellegrino di Nicola Grue, e la mattonella della Madonna col Bambino e San Giovannino di F. A. Grue.
Nella sala 5 ci sono le opere di Gesualdo Fuina, altro artista castellano, attivo tra il XVIII-XIX secolo, introducendo nuovi modi dell'ornato, riconoscibili dall'uso del colore rosso a terzo fuoco, i soggetti prediletti sono piccoli mazzi di fiori, farfalle, figurine isolate che spiccano sullo smalto bianco, realizzati su forme che ricordano gli originali in metallo; di interesse le zuppiere con le prese dei coperchi in forma di frutti o verdure, delicate le basi per i servizi da scrittoio. Nella sala 8, l'ultima, si trova la mattonella della Caccia al cervo di Carlo Antonio Grue, cui si ispirarono i maestri Gentili per le scene di caccia all'orso. Oltre a questa, si trovano le opere del tardo Fuina, con i soggetti semplici della natura e i mazzi di fiori, per lo più servizi da cucina e da tè.

## Liceo artistico "Francesco Antonio Grue"
Fondato nel 1906 presso l'ex convento degli Osservanti di Castelli (XVI secolo) per volontà di Beniamino Olivieri e Felice Bernabei, sindaco del paese e direttore generale di Belle Arti, la scuola si è trasformata nel 1961 in Istituto Statale d'Arte per la Ceramica e nel 2009 in liceo artistico per il Design. Nel corso della sua storia, adeguandosi alle mutate esigenze tecnologiche e alle mutevoli tendenze artistiche, il liceo ha rinnovato la propria proposta formativa ampliandola e diversificandola, ma soprattutto ancorandola al territorio di cui ha saputo rilevare i bisogni, interpretare le aspirazioni.

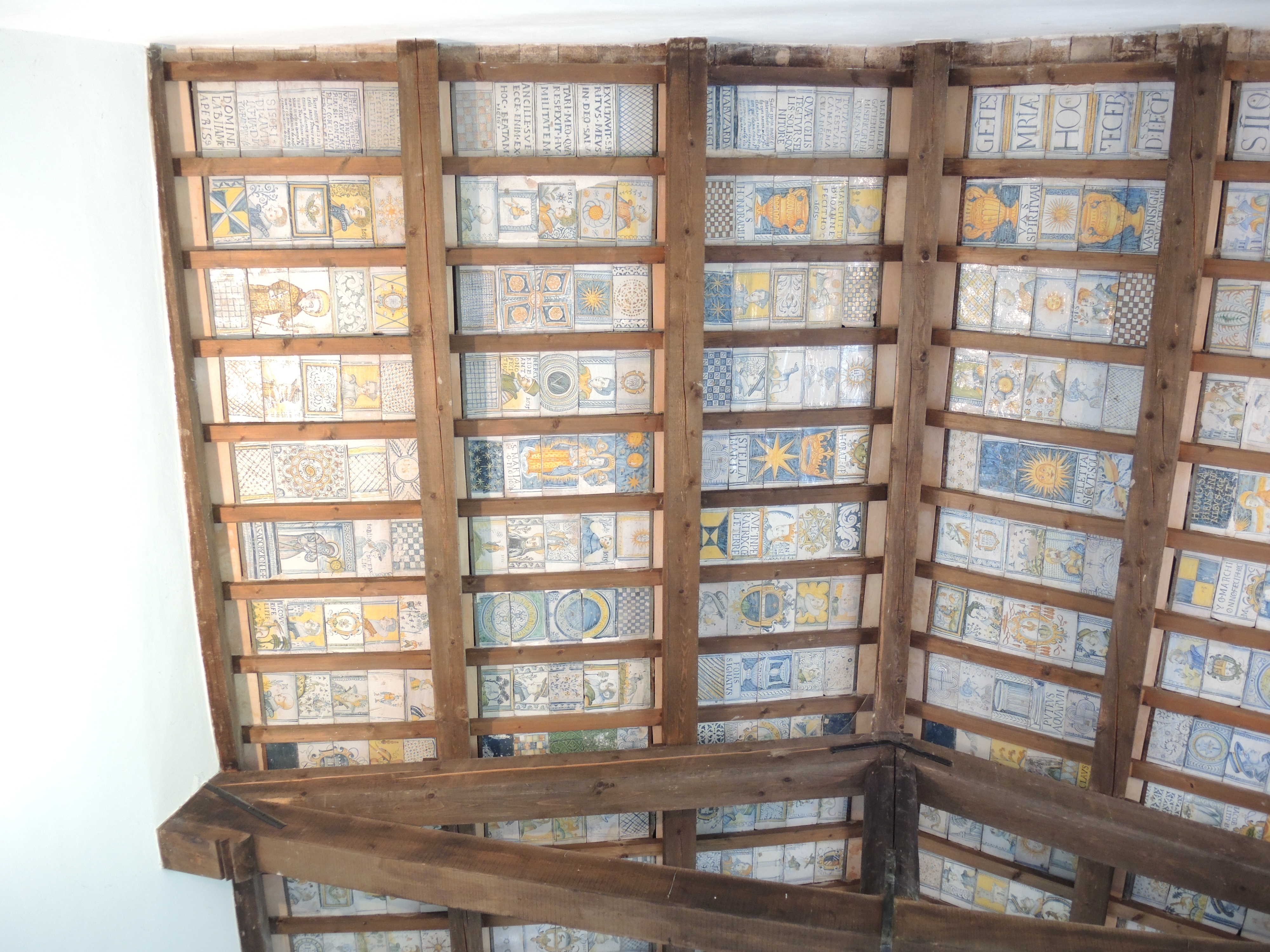
Soffitto della chiesa di San Donato

Lo scopo della scuola è ripercorrere il lavoro e l'arte delle storiche botteghe castellane, attraverso la preparazione culturale, tecnico-pratica ed espressiva dei giovani castellani. L'Istituto conserva una parte della prestigiosa collezione di documenti storici, incisioni, spolveri e disegni del maestri ceramisti di Castelli, in gran parte provenienti dalla bottega Gentili, oltre a una raccolta di Ceramica Contemporanea, istituita come museo nel 1986 insieme al Museo delle Ceramiche, raccolta nata in occasione di partecipazioni a mostre, concorsi, viaggi di istruzione, comprende opere di oltre 300 artisti mondiali.

## Soffitto della chiesa di San Donato di Castelli
La chiesetta si trova appena fuori dal paese, eretta nel XVI secolo come cappella di campagna, e per la realizzazione dei mattoni del soffitto spiovente, anche se quelle attuali sono copie degli originali trasferiti nel Museo civico di Ceramiche, la chiesa è considerata un caso unico di eccezionalità artistica nel panorama mondiale. Definita da Carlo Levi la "Sistina della Maiolica", il soffitto si deve nella sua realizzazione all'opera degli abitanti castellani, che lo vollero come ex voto alla Vergine Maria, riuniti in una apposita confraternita, fecero realizzare 800 mattoni tra il 1615 e il 1617, con scene di santi, beati, e scene di vita di Cristo e Maria, e dell'Antico Testamento. Le capriate spioventi sono divise in comparti con allineamento di cinque mattoni in fila, trattenuti da travicelli. Il nuovo soffitto degli anni sessanta ha sostituito quello vecchio, costituito sempre da maioliche copie dei mattoni originali, che nel frattempo erano stati impiegati per il pavimento, subendo il degrado dei piedi dei fedeli che li calpestavano. Nel 1968 è stato effettuato un restauro del soffitto, e i mattoni sostituiti.
Per quando riguarda la decorazione, innanzitutto è caratteristica la presenza di temi geometrici e stereometrici, dal ricercato effetto di trompe l'oeil, a triangoli, a rombi, a lacunari e rosoni, con motivi radiali, e poi ornati, girali, foglie d'acanto, festoni floreali e frutti dal sapore cinquecentesco, e decorazione anche di fauna, di volatili, cani da caccia, levrieri, cavalli da corsa, piccoli cervi: tra gli episodi tratti dalla Bibbia si ricordano il nodo di re Salomone, il sole a raggi taglienti, il raro partito ornamentale a treccia, e ancora stemmi delle famiglie nobiliari che ebbero in feudo Castelli: i De Sangro, i D'Aquino, i Brancaccio. Interessante è anche la decorazione "contemporanea" molto particolareggiata degli abiti alto borghesi maschili e femminili.